# まんゆうき 〜ばばあとあわれなげぼくたち〜
『まんゆうき 〜ばばあとあわれなげぼくたち〜』は、漫☆画太郎による日本の漫画作品。

## 概要
漫☆画太郎の商業誌連載第2作として1994年29号から50号にかけて『週刊少年ジャンプ』（集英社）にて連載された。作者によると「10年間温めてきたが、温めすぎて腐ってしまった作品」。21週で連載終了となり、作者自身もインタビューにて失敗作と語っている。本作を最後に現在に至るまで『週刊少年ジャンプ』での漫☆画太郎の連載は行われていない。
大筋は、仙人の弟子である娘々が復活した妖怪たちを退治していくというもの。妖怪を操る悪の秘密結社が登場するなど話は広がりを見せる。『週刊少年ジャンプ』掲載時は秘密結社「ゴッドベイダー」の話が終了した後も数話続き、ポックリ大魔王の話で最終回となるが、単行本ではゴッドベイダー編が2巻にまとめられており、ポックリ大魔王を含む他のエピソードは1巻に収録されている。
単行本には、1巻に描き下ろし作品『ばばあのちえぶくろ』、2巻では『家・なき子』（『週刊少年ジャンプ』1995年9号掲載）がそれぞれ巻末に収録されている（いずれも内容は本作とはほぼ無関係。『家・なき子』は雑誌掲載時から加筆されている）。1994年33号に掲載された本作の一編「走れババアの巻」は未収録となっている。2009年9月18日に、ヤングジャンプ・コミックス・ビージャンから新装版単行本の上巻が発売され、下巻は同年10月19日に同レーベルから発売された。
2009年に『ビジネスジャンプ』で開始された『珍遊記2』では、娘々や萬々など本作のキャラクターがメインで登場している。

## 登場人物

### 人間
娘々（にゃんにゃん）
主人公の少女。ヘアースタイルは犬耳のようなショートカットで、丈の短い着物を着ている。赤ん坊の頃、橋の下でダンボールに入れられ捨てられている所を運悪く萬々に拾われてしまって以来、弟子として育てられる。仙人の弟子であるため多少の仙術が使えるが、自身の式神に反逆されるなど腕は未熟。唯一まともにできる仙術は「縮地の法」のみ。妖怪に勝つときも、偶然が重なって相手が自滅するか、彼女の帰りに待ち切れなかった萬々の乱入で助けられる（萬々の八つ当たりを妖怪が受けてしまう）パターンが多い。真面目で、困った人を見ると放っておけない性格で、よくひどい目に会う。
萬々（まんまん）
ポコチンを思わせる山「萬々山」のサオに住む仙人。十数メートルの巨体を持つ老婆。かつて妖怪退治で鳴らした女英雄だったらしいが、妖怪（時として人間も）を食い殺す様は妖怪よりも妖怪らしい。性格は単純短気で怠け者。近隣住民の相談なども受けているようだが、対応はいい加減である。娘々の活躍や苦難を知ろうともせず扱き使う。狭量なところもあり、娘々に「はっきり言ってバケモン」と陰口を叩かれた際、かつてないほどの怒りを見せていた。
長老Q（ちょうろうキュー）
R村の長老。萬々の伝説を語り継いでいるが実際に萬々を見たことはなく、娘々を萬々と思い込む。萬々に連れ帰られる娘々を見て、妖怪に拉致されたと勘違いしていた。
大ババQ（おおばばキュー）
長老Qの妻。
A作（エーさく）
R村の若者。怒ると乱暴になり、老人だろうが少女だろうが容赦しない。村が妖怪に襲われたため萬々に助けを求めるべく山を登り、萬々が恐ろしいので代わりに娘々を連れて村に戻ろうとするが、階段から落下して死亡。
妖怪じじい
怪談好きの老人。妖怪の扮装（蓑とお面をつけたなまはげルック）で妖怪の恐ろしさを説いて回り柵（塀）を強化しろと訴え続けるが、村人たちには笑いものにされていた。しかし萬々を見て戦慄した村人が城砦のような柵（塀）を作ったため、目的が達成され満足そうであった。
阿備（アビ）
村に住むマザコンでバツイチの青年。もとは笑顔の爽やかな好青年であったが、勤め先の上司のセクハラを諌めたことから会社を首になり、そのことに憤慨して、真夜中に叫び声をあげながら走りまわる奇行を繰り返したため、きつね憑きと間違われて娘々と母親に折檻される。後の劉備玄徳。
スプリンターのばばあ
元短距離走選手の老婆。ハードトレーニングの後遺症で年老いて腰を痛めたため、歩くことはおろか排泄すらも介護を必要とする状態になっていた。昼寝から目覚めた萬々を見て驚いた拍子に一時的に走力を取り戻すが、途中階段から足を踏み外した拍子に転げ落ちて再起不能になる。
彼女が登場する話だけはコミックスに収録されていない。介護老人を侮辱しかねないという批判の投書があったためとされている。
サンタクロース
ロリコンの変質者。娘々に不気味な顔の人形をプレゼントとして渡すが、萬々に泥棒と間違えられトナカイともども殺害される。
サイババ
キノコのような髪型の老婆。手から白い粉などを出すのが特技。きつねが夫そっくりに化けて見分けがつかなくなったため、萬々に相談した。よく逆上してじじーときつねの頭をぶつける。
じじー
サイババの夫。結婚記念日はおろか妻の本名すら忘れていたため、化けたきつねと見分けがつかなくなる。最後はきつねと間違えられて萬々に食い殺された。
ぶどう酒屋
酒屋のおやじ。業績不振で正気を失い、店の宣伝を目的として、ぶどう酒一年分を懸けた格闘技大会「天下一ぶどう会」を開催。しかし集まった選手は酒目当てのアル中のおやじがほとんどで、大会も店もめちゃくちゃに。普段は身体にキノコが生え落ちぶれている容姿だが、天下一ぶどう会を開いた時は、天下一武道会の受付やアナウンサーの扮装をした。
アル中
天下一ぶどう会の参加者。6人いるが全員そっくりの容姿で、見分けがつかない。対戦表を決めるクジを食べたり、クジ箱に脱糞するなどの痴態をさらしたため、激怒したぶどう酒屋に全員撲殺された。
ゴッドベイダー
悪の秘密結社の首領。かつて絶滅した妖怪たちを復活させ、それをコントロールして世界征服を目論んでいた。常に黒い服装を着て、一つ目の黒覆面を被って威厳を出していたが、素顔はただの脱サラ親父。悪人にもなり切れないようで、部下や妖怪がやられた時には「女の子（娘々）がこんなことしちゃダメなの」「メーなの」と女々しい怒り方をしていた。最終的には改心することになる。
Dr.ヘーシー（ドクターヘーシー）
ゴッドベイダー配下の科学者。妖怪を復活させる作業を取り仕切っている。ゴッドベイダーを見限って離反し、あっぱれ太郎を目覚めさせようとするが、あっぱれ太郎の転倒に巻き込まれる。
高木（たかぎ）
ゴッドベイダー配下で、処女狩り隊員兼カー太郎の調教師。コミックスではデビットの名前で登場。封印の解けたカー太郎に反逆され、一撃で蹴り殺される。
仲本（なかもと）
ゴッドベイダー配下で処女狩り隊員。コミックスではガーリックの名前で登場。娘々の仙術が失敗した爆発により瀕死の重傷を負うが、最後の力を振り絞ってカー太郎の脚を持ち帰り、女の子（娘々）が霊符を使ったことをゴッドベイダーに伝えて力尽きる（後に生存が判明）。
ゲル大佐
ゴッドベイダー配下の幹部で、逃亡した試作品妖怪であるクソザルやクソデブの調査に向かっていた。娘々に倒され腐乱死体になった4匹を持ち帰り、萬々についての報告をしてゴッドベイダーを戦慄させた。最後はアジトを守るために戦おうとするものの孤立し、結局逃亡してしまう。
極楽大使（ごくらくたいし）
ゴッドベイダー配下の幹部。元KGBの殺し屋で、Dr.ヘーシーの妖怪化改造手術によりゴキブリ並みの素早さと生命力を身につけた改造人間。萬々殺害を命ぜられ萬々山に向かうが萬々を見て驚愕し、石段から転げ落ちて複雑骨折と内臓破裂の重傷を負い死亡。彼が落とした財布にアジトの住所が書いてあり、拾った娘々は財布を届けようとアジトに向かうことになる。
ホワイト将軍
ゴッドベイダー配下の幹部。「ホワイ党」と書かれた帯を肩から襷掛けしている。フランス王侯貴族の末裔で、フランス革命後にどぐされ愚連隊（雑誌掲載時および初期単行本では海援隊）に入隊。Dr.ヘーシーの手術によりIQ3万の頭脳を持つ変人になる。壁を壊して萬々討伐に名乗りを上げたが極楽大使が任ぜられたため、自らが破壊した壁の修理を命ぜられる。最後はアジトを守るために戦おうとするものの、部下に混じって逃亡してしまう。作業面では有能でないらしく、最後まで壁の修理を終えられなかった。趣味は読書で、愛読書は赤川次郎。
ドブロクG（ドブロクゲー）
ゴッドベイダー配下の幹部。ゲルマン魂を持つモンゴル人。元モンゴル相撲の横綱で、Dr.ヘーシーの手術によりゴリラ並みの力と頭脳を得た。あだ名が極端に多く、ゴリラ・デブ・バカ・単細胞・大食漢・胃拡張・うわばみ・きばみ・野蛮人・ばんばんじー・ばんじージャンプ・プーさん、などがある。珍妙な鹿児島弁を喋り、雑誌掲載時の煽り文句では「西田敏行に似ている」と書かれていた。床を壊して萬々討伐に名乗りを上げたが極楽大使が任ぜられたため、自らが破壊した床の修理を命ぜられる。最後は他幹部同様、部下に混じって逃亡した。

### 妖怪
クソザル
R村を襲った妖怪の1匹。『西遊記』の孫悟空の姿をしている。分身を生む技「モンキーマジック」で村人を苦しめた。趣味は自慰で糞を投げるため、妖怪からも忌み嫌われている。クソデブの肉で中毒死。後に彼ら4匹はゴッドベイダーのもとを脱走した試作品の妖怪であることが判明し、4匹ともR村で埋葬されていたところをゲル大佐によって掘り返され、ゴッドベイダーのアジトに持ち帰られる。
クソデブ
R村を襲った妖怪の1匹。猪八戒の姿をしている。必殺技は呼吸で突風を起こす「デブタイフーン」（『ジャンプ』掲載時は「デブファイヤー」）。非常に食い意地が張っているが、自身の肉には猛毒がある。クソザルに誤って食い殺された。
クソハゲ
R村を襲った妖怪の1匹。沙悟浄（河童）の姿をしている。必殺技は頭から発光して目をくらます「ハゲフラッシュ」。影が薄くクソザルから使い走りにされていた。娘々を襲った際に片足で霊符を踏んだためキリキリ舞いの末に転倒して皿を割り、ドロドロになって死亡。
クソボーズ
R村を襲った妖怪の1匹。玄奘三蔵の姿をしている。陰茎を初めとする体の各所を自在に伸ばすことができる。必殺技である音波攻撃「ボーズシャウト」を使い、村人の頭を苦しめた。ソープ嬢に説教をしながら性行為をしたり、若者に人生を語り、相手にされないと怒って殴ったりする。クソザルが娘々を捕食しようとしたところを横取りしたためその逆鱗に触れ、如意棒で首を刎ねられて死亡。
カー太郎
秘密結社ゴッドベイダーの使い魔であるカラスてんぐ。はじめは漫画的な顔で大人しかったが、娘々の術でコントロールが解けて精悍な顔つきになり、調教師の高木を蹴り殺す。しかし萬々には鶏肉扱いされ、食い殺される。
ポックリ大魔王
数千年前に全世界を支配していた妖怪界のドン。人間の術で封印されていたが、封印の有効期限が切れたために復活する。しかし長年封印されている間に老化が進み、復活時には人間の子供にも負けるほど弱体化していた。娘々に介抱のつもりで聖水を飲まされ、血を吐き出し、体が溶けて死亡。
あっぱれ太郎
秘密結社ゴッドベイダー最大の妖怪。萬々を上回る巨体で、完成すれば一般妖怪の一億倍の戦力を発揮するといわれていた。世界征服に向け釜の中でじっくりと培養されていたが、覚醒が早すぎたため体が腐り落ちてしまう。

### 動物
馬
A作が萬々山に向かうために足として使われた馬。A作死後、萬々山の前に放置されその後は登場せず。娘々を村まで乗せていってやろうとしたりと、結構優しい性格である。
トナカイ
サンタクロースのソリを引く2頭のトナカイ。萬々に恐怖して二足歩行で逃げたが、馬肉扱いされ食い殺される。
たぬ吉
ポンポコ山の狸。怖い化け姿を競う狸社会にあって全く怖い姿に化けられず、不遇を囲っていた。萬々に化けることにより、リーダーの座につく。
きつね
狐。じじーに化けてサイババを化かそうとするが、逆上したサイババに頭を何度もぶつけられる。萬々が本物のじじーを食い殺したため、恐怖で正体を現した。

### 『ばばあのちえぶくろ』
単行本第1巻巻末収録漫画『ばばあのちえぶくろ』の登場人物。
画太郎（がたろう）
主人公の漫画家。容姿は下着姿の肥満男。夜中、締め切り間際な上、ハエに悩まされてイライラしているところを大家のババアの偽者（ないし幻覚）におちょくられて大騒ぎする。それによって、起こされて激怒した本物の大家のババアに撲殺される。単行本第2巻のみの『まんゆうき』最終話の最後のページにも登場する。
大家のババア
血の気が多い老婆。偽者と本物の2人が存在する。偽者は漫画家に赤飯が満月の夜にハエ殺し機に変身することを教えた。
ジャンプ・コミックス版単行本第2巻の表紙に抜擢されている。

### 『家・なき子』
単行本第2巻巻末収録漫画『家・なき子』の登場人物・動物。
スス
主人公の少女。やたら「同情」にかけた駄洒落を好む。お金を貯めるために犬のリュウを連れて様々な商売をすることになる。なお、『家・なき子』は『週刊少年ジャンプ』および『くそまん -サイテーの漫画短編集-』掲載バージョン（ススの母親の心臓病を治すためにお金を貯める）と『まんゆうき』単行本第2巻バージョン（目的が大金持ちになることであり、最後に社長と闘う）の2つが存在する。
リュウ
ススと行動を共にするバター犬。『まんゆうき』単行本第2巻ではススを護ろうとして社長に飛びかかるが返り討ちに遭い、殺害される。『週刊少年ジャンプ』および『くそまん -サイテーの漫画短編集-』掲載版では生存している。
ススの母親
『週刊少年ジャンプ』および『くそまん -サイテーの漫画短編集-』掲載版のみに登場。ススやリュウと野原で駆けっこをしている途中に心臓病で倒れる。ススが稼いだお金で一旦回復してはすぐに再発するという展開を繰り返す。
社長
『まんゆうき』のアル中と同じ容姿。大会社の社長で、日本一の富豪。ススに駄洒落にできない注文をしたため、ギターで殴られて重傷を負う。『まんゆうき』単行本第2巻のみ、終盤でグロテスクな容姿で再登場し、リュウを殺害。親友を失った激しい怒りによって覚醒したススが放った攻撃を受け上半身を失うが、再生能力で復活。その後ススの強さに惚れ、会社の跡取りに迎える。

## 用語
妖怪（ようかい）
大昔に異常発生し、人間に代わって地上を我が物顔で占領していた者たち。ある日天から舞い降りた仙人・萬々によって片っ端から殺戮されたことで妖怪は姿を消し、人間は再び地上の支配者となることができた。妖怪絶滅から時は流れ、かつて妖怪を恐れ色々備えていた人々はすっかり平和ボケし、妖怪に対抗する術を失っていた。妖怪絶滅の時期は千年前、数千年前、数百年前など、解説のたびに異なる。
ゴッドベイダーが行った妖怪復活の儀式には生贄として処女を必要とするが、試作品の復活の際に処女でない者やサル、ブタ、マグロなどが誤って混入されたため試作品が暴走を起こした。
縮地の法（しゅくちのほう）
素早く移動することで距離を縮める術。足の裏に札を貼ることで効果を発揮する。
払子（ほっす）
妖怪退治の道具。優れた術者が使えば武器にも防具にもなるが、優れていなければ武器にも防具にもならない。娘々が妖怪退治の際に所持していたが使用しなかった。
磁石（じしゃく）
妖怪を探す道具。優れた術者が使えば探し物をなんでも見つけることができ、優れていなくても方角だけは見つけることができる。
剪紙成兵術（ぜんしせいへいじゅつ）
紙を人型に切って兵士を作る術。娘々が作った兵士は小さくて弱そうだが、娘々が何を言っても怒って殴ってくるという狂ったものだった。
道士（どうし）
かつて妖怪が地上にはびこっていた時代に、厳しい修行によって妖怪退治の技を身につけ、それを仕事にしていた者たち。霊符と呼ばれる札を使って妖怪を退治していた。